# Президент Анголы
Президент Анголы (порт. Presidente de Angola) — глава государства и правительства Республики Ангола (до 1992 года — Народная Республика Ангола, порт. República Popular de Angola).

## Обзор
Пост президента Анголы был учреждён 11 ноября 1975 года при получении страной независимости от Португалии. Председатель Народного движения за освобождение Анголы Антонио Агостиньо Нето стал первым президентом Анголы. После его смерти 10 сентября 1979 года его преемником в качестве председателя Народного движения за освобождение и президента страны стал министр иностранных дел Жозе Эдуарду душ Сантуш, оставивший пост президента лишь 26 сентября 2017 года. Третьим президентом страны как главный кандидат (на тот момент вице-председатель) победившей на прошедших парламентских выборах партии — Народного движения за освобождение Анголы — Партии труда — автоматически стал министр обороны Жуан Мануэл Гонсалвиш Лоренсу.

## Полномочия
Президент:
- Является главой государства,
- Назначает и освобождает от должности вице-президента и министров,
- Назначает судей Верховного Суда,
- Стоит во главе всех государственных институтов,
- Имеет право налагать вето на законы, которые могут угрожать безопасности государства или его международным интересам,
- Председательствует на заседаниях Совета министров и Совета Республики, его консультативного органа,
- Является Главнокомандующим Вооружённых сил и полиции Анголы.

## Порядок избрания
После обретения независимости в 1975 году вспыхнувшая гражданская война отложила возможность проведения выборов до 1980 года. К тому времени МПЛА — Партия труда создало однопартийное государство. Им были организованы непрямые выборы, в которых избиратели избирали тщательно проверенных кандидатов в избирательные коллегии, которые, в свою очередь, избирали Национальное собрание, которое формально замещало все высшие государственные посты, включая президентский. Следующие выборы должны были состояться в 1983 году, но они были отложены до 1986 года из-за продолжающейся войны. Состоялись они также по косвенной системе.
Бисесские соглашения, завершившие гражданскую войну в 1991 году, предусматривали введение многопартийной демократии. В 1992 году состоялись всеобщие (парламентские и президентские) выборы, когда президент впервые избирался прямым общенародным голосованием. В первом туре наибольшее число голосов набрали Жозе Эдуарду душ Сантуш (МПЛА — Партия труда) и Жонас Савимби (УНИТА), но Савимби заявил, что выборы были сфальсифицированы (несмотря на то, что они проходили под наблюдением ООН). Савимби отказался участвовать во втором туре. В сентябре—октябре произошла «резня на Хэллоуин» (массовые убийства сторонников оппозиции), после чего интенсивно возобновилась гражданская война.
Гражданская война закончилась в 2002 году после смерти Савимби, однако проведение парламентских выборов было отложено до 2008 года, а президентских до 2009 года. Первые из них прошли, а проведение вторых было вновь отложено до принятия новой конституции страны. Новая конституция, обнародованная в 2010 году, отменила прямые выборы на пост президента, и установила порядок, когда лидер крупнейшей партии в Национальной ассамблее автоматически становится президентом.